# The Pony Express (film, 1925)
Pour les articles homonymes, voir Pony Express (homonymie).
Pour plus de détails, voir Fiche technique et Distribution.
The Pony Express est un western muet américain réalisé par James Cruze et sorti en 1925.

## Synopsis
Un politicien malhonnête de Californie essaye de mettre le Pony Express, récemment créé, à son service dans le but de fonder une république californienne en faisant sécession de l'état de l'union, mais le patriote Frisco Jack va se mettre en travers de son chemin.

## Fiche technique
- Titre : The Pony Express
- Réalisation : James Cruze
- Scénario : Henry James Forman et Walter Woods
- Producteurs : Adolph Zukor, Jesse Lasky
- Société de distribution :  Paramount Pictures
- Photographie : Karl Brown
- Musique : Hugo Riesenfeld
- Durée : 10 bobines (90 minutes)[1]
- Date de sortie: 
  - États-Unis : 4 septembre 1925

## Distribution
- Betty Compson : Molly Jones
- Ricardo Cortez : Jack Weston
- Ernest Torrence : Ascension Jones
- Wallace Beery : Rhode Island Red
- George Bancroft : Jack Slade
- Frank Lackteen : Charlie Bent
- Johnny Fox : Billy Cody
- William H. Turner : William Russell
- Al Hart : Senator Glen
- Charles Gerson : Sam Clemens
- Rose Tapley : la tante
- Duke Kahanamoku : chef Indien